# Archidiecezja mińsko-mohylewska

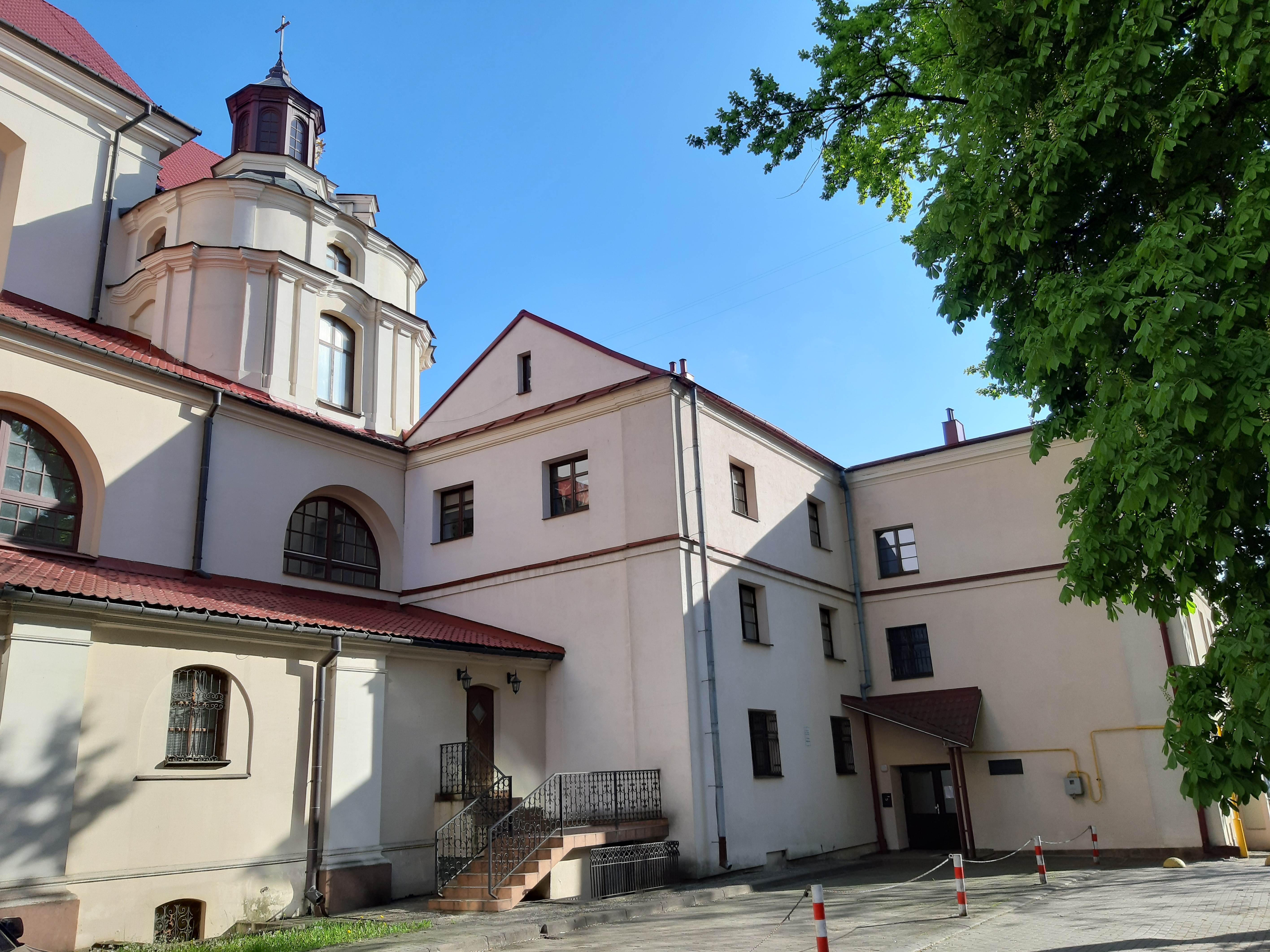
Kuria Metropolitalna w Mińsku

Archidiecezja mińsko-mohylewska (biał. Мінска-Магілёўская архідыяцэзія; Менска-Магілёўская архідыяцэзія; łac. Archidioecesis Minscensis Latinorum-Mohiloviensis) – jedna z czterech diecezji obrządku łacińskiego na Białorusi, wchodząca w skład metropolii mińsko-mohylewskiej. Diecezja obejmuje obecnie swoim zasięgiem obwód miński i obwód mohylewski.

## Historia
Diecezję erygował Jan Paweł II 13 kwietnia 1991 roku, formalnie łącząc diecezję mińską i archidiecezję mohylewską (w rzeczywistości niemal od nowa przywracając struktury kościelne).
Obszar nowej archidiecezji pokrywać się miał z terytorium aż trzech obwodów Białorusi: mińskiego, mohylewskiego i witebskiego. W 1999 roku z archidiecezji wyłączono jednak terytorium tego ostatniego, tworząc diecezję witebską.

## Struktura i wierni
Terytorium diecezji (69,8 tysiąca kilometrów kwadratowych) zamieszkuje około 4,709 miliona osób w tym 610 000 katolików (czyli 13% ogółu ludności). Według stanu na 2008 rok, w diecezji zorganizowano 20 dekanatów, do których należało łącznie 222 parafii.
W 2013 roku został wprowadzony nowy podział terytorialny archidiecezji. Zredukowano liczbę dekanatów do 11 i liczbę parafii z 220 do 122. Zlikwidowano dekanaty: dzierżyński, iwieniecki, kościukowicki, łohojski, mścisławski, rubieżewicki, słucki i czerwieński. Mińsk, który przedtem był podzielony na 5 dekanatów został podzielony na 2. Dekanat budsławski zmienił nazwę na miadziolski. Utworzono 3 nowe dekanaty: stołpecki, wilejski i wołożyński. Zlikwidowano między innymi parafie, w których nie było kościoła i nie było szans na jego budowę w najbliższym czasie.

## Biskupi

### Biskup diecezjalny
- abp Józef Staniewski – od 2021

### Biskupi pomocniczy
- bp Jerzy Kosobucki (wikariusz generalny) – od 2014
- bp Alaksandr Jaszeuski SDB (wikariusz generalny) – od 2015

### Biskup senior
- abp Tadeusz Kondrusiewicz – metropolita mińsko-mohylewski w latach 2007–2021, senior od 2021

## Instytucje
- Kuria Metropolitalna w Mińsku
- Caritas archidiecezjalne
- Religijna Organizacja "Dobroczynna Misja Dobrego Samarytanina pod opieką św. Urszuli Ledóchowskiej"[4]
- Wydawnictwo „Pro Christo”
- Wydawane są czasopisma „Nasza Wiara”, „Ave Maria”, biuletyn informacyjny „Wiadomości Katolickie”

Klerycy diecezji kształcą się w Międzydiecezjalnym Wyższym Seminarium Duchownym im. św. Tomasza z Akwinu w Pińsku.

## Główne świątynie
- Archikatedra Najświętszego Imienia Najświętszej Maryi Panny w Mińsku (rocznica poświęcenia: 21 października)
- Konkatedra Wniebowzięcia NMP w Mohylewie

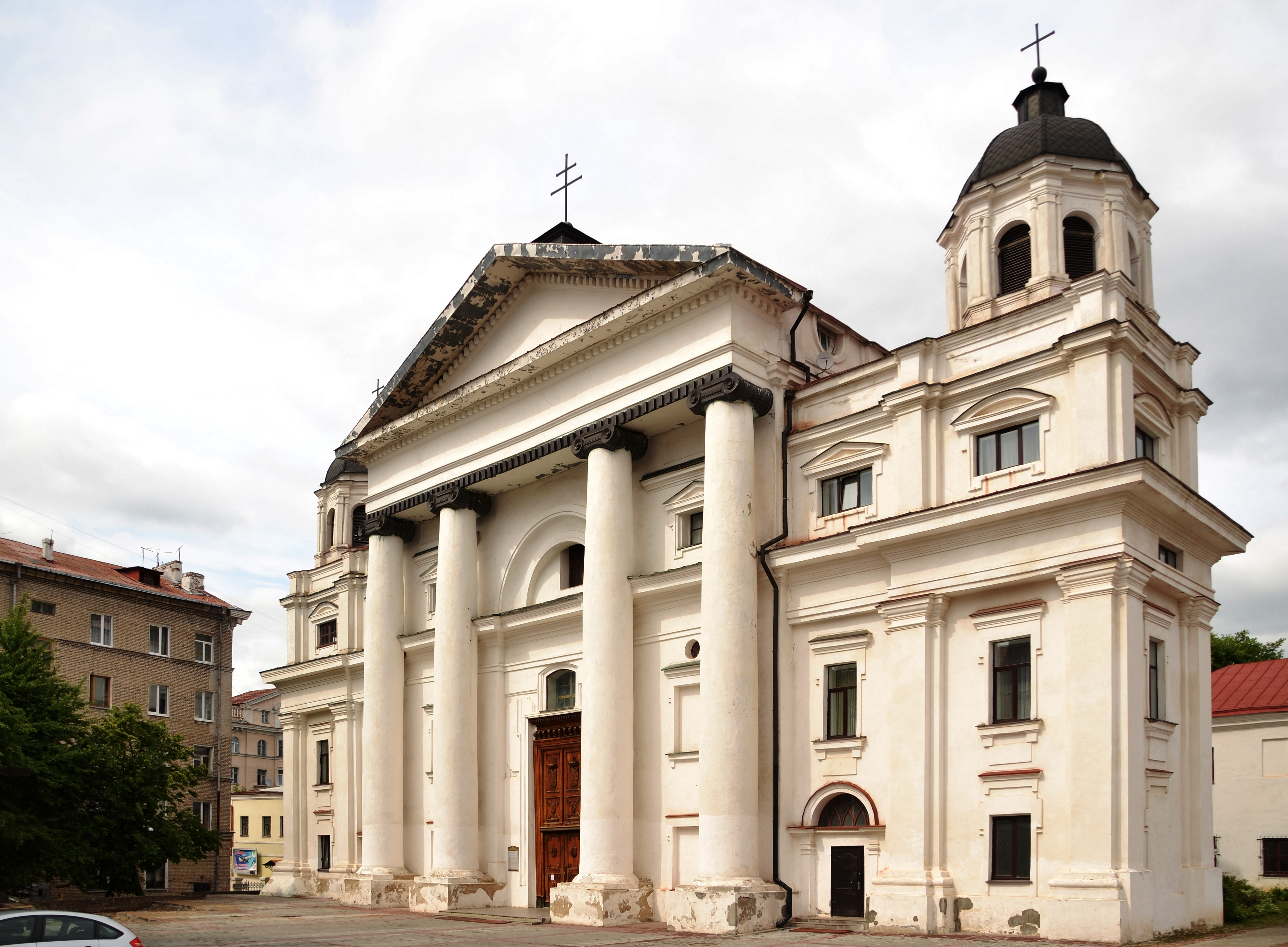
Konkatedra w Mohylewie

## Siedziby dekanatów
| BorysówMiadziołMińsk-ZachódMińsk-WschódMołodecznoNieświeżStołpceWilejkaWołożyn | BobrujskMohylew |

## Sanktuaria
- Sanktuarium Matki Bożej Budsławskiej w Budsławiu
- Sanktuarium Matki Bożej Białynickiej w Białyniczach (projektowane)
- Sanktuarium Matki Bożej Fatimskiej w Żodzinie
- Sanktuarium św. Ojca Pio w Mołodecznie (w budowie)
- Sanktuarium Miłosierdzia Bożego w Mińsku (w budowie)
- Kalwaria Miadziolska
- Sanktuarium bł. Achillesa i bł. Karola w Borowikowszczyźnie

## Święci i błogosławieni
Wśród świętych i błogosławionych związanych z archidiecezją mińsko-mohylewską znajdują się:
- św. o. Rafał Kalinowski OCD
- bł. s. Bolesława Lament
- bł. s. Adela Mardosewicz CSFN
- bł. abp Teofilius Matulionis
- bł. o. Achilles Puchała OFMConv.
- bł. ks. Michał Sopoćko
- bł. o. Karol Herman Stępień OFMConv

## Miasta archidiecezji

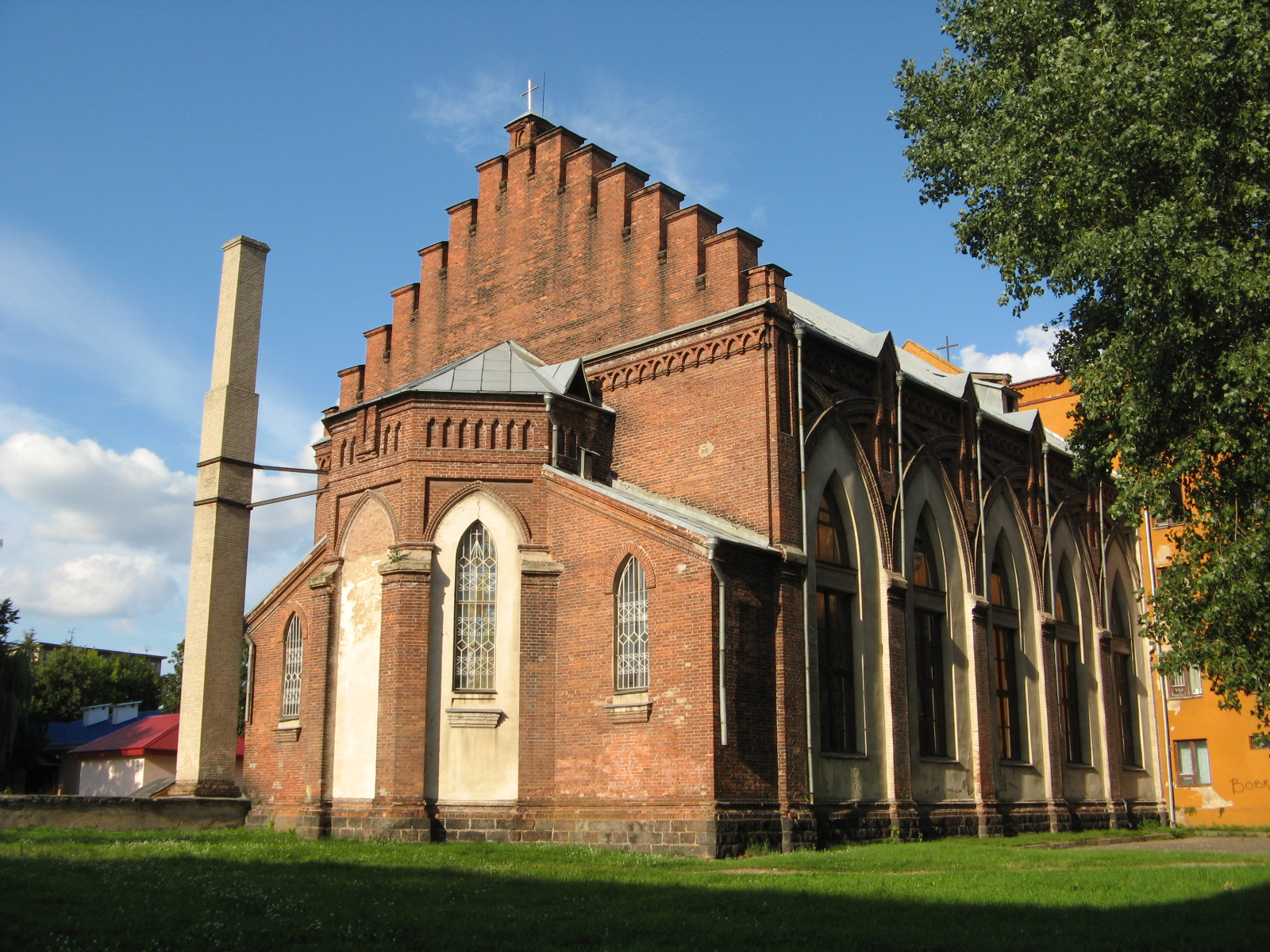
Kościół Niepokalanego Poczęcia NMP w Bobrujsku

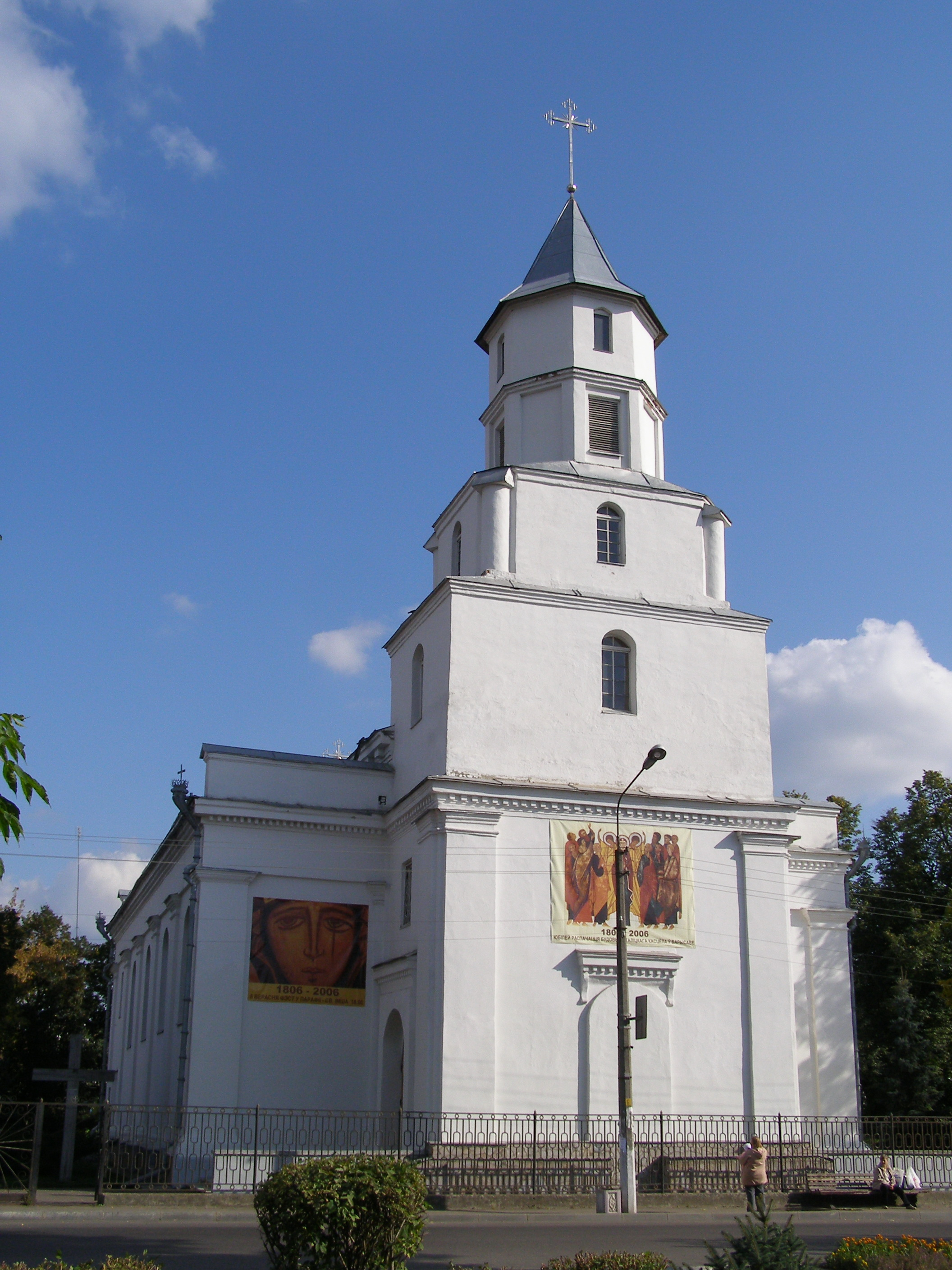
Kościół Narodzenia NMP w Borysowie

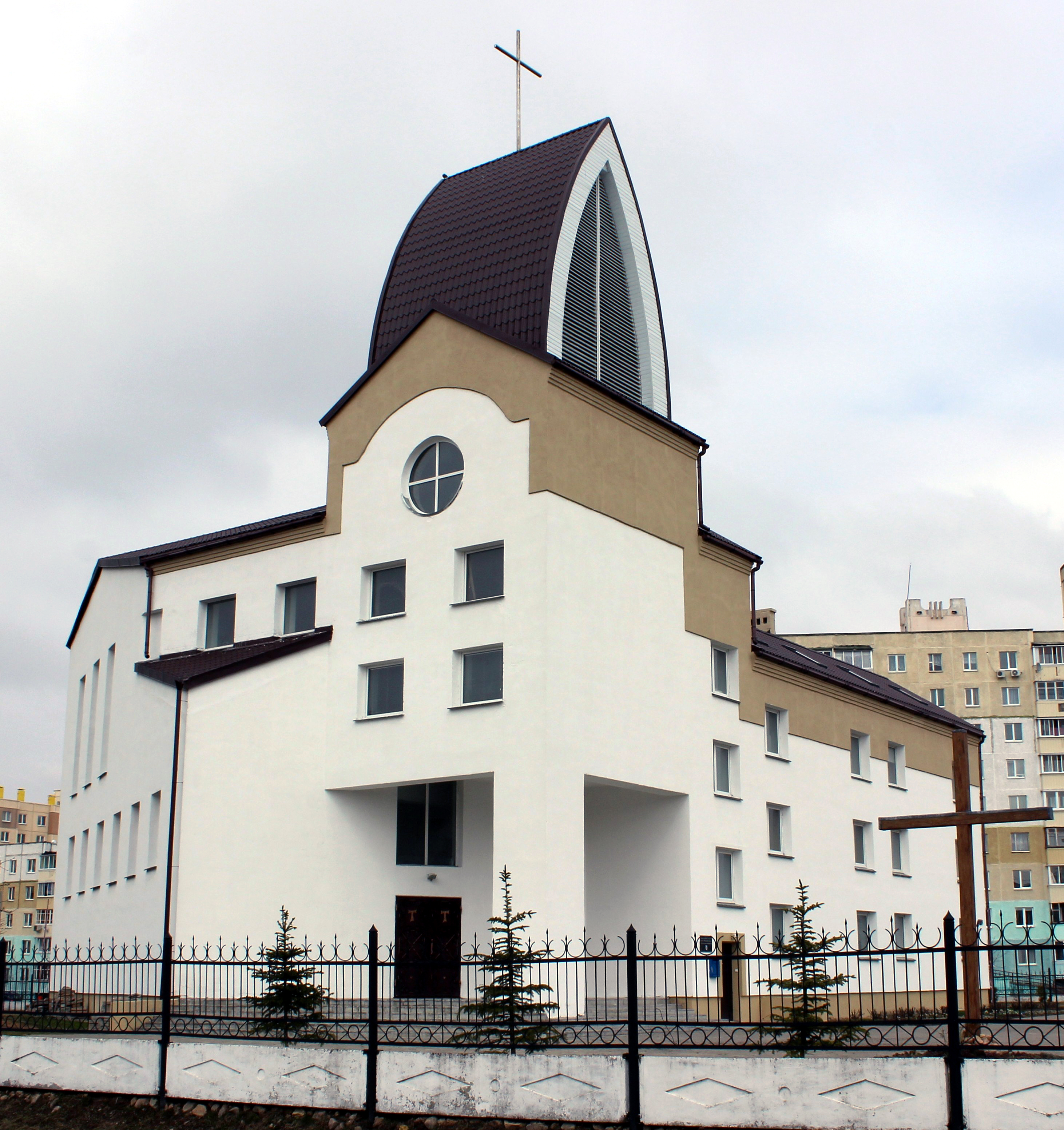
Kościół św. Franciszka w Soligorsku

| herb | miasto        | dekanat                   | obwód      | rejon         | ludność   | liczba parafii |
| ---- | ------------- | ------------------------- | ---------- | ------------- | --------- | -------------- |
|      | Mińsk         | Mińsk-Zachód Mińsk-Wschód | Mińsk      | Mińsk         | 1 974 819 | 16             |
|      | Mohylew       | Mohylew                   | mohylewski | Mohylew       | 380 440   | 3              |
|      | Bobrujsk      | Bobrujsk                  | mohylewski | Bobrujsk      | 217 940   | 1              |
|      | Borysów       | Borysów                   | miński     | Borysów       | 143 287   | 2              |
|      | Soligorsk     | Nieśwież                  | miński     | Soligorsk     | 106 839   | 1              |
|      | Mołodeczno    | Mołodeczno                | miński     | Mołodeczno    | 95 233    | 2              |
|      | Żodzino       | Borysów                   | miński     | Żodzino       | 64 303    | 1              |
|      | Słuck         | Nieśwież                  | miński     | słucki        | 62 147    | 1              |
|      | Horki         | Mohylew                   | mohylewski | horecki       | 34 553    | 1              |
|      | Osipowicze    | Bobrujsk                  | mohylewski | osipowicki    | 31 298    | 1              |
|      | Dzierżyńsk    | Stołpce                   | miński     | dzierżyński   | 27 441    | 1              |
|      | Wilejka       | Wilejka                   | miński     | wilejski      | 26 751    | 1              |
|      | Krzyczew      | Mohylew                   | mohylewski | krzyczewski   | 26 178    | 1              |
|      | Marina Horka  | Borysów                   | miński     | puchowicki    | 21 303    | 1              |
|      | Bychów        | –                         | mohylewski | bychowski     | 17 082    | 0              |
|      | Stołpce       | Stołpce                   | miński     | stołpecki     | 16 858    | 1              |
|      | Smolewicze    | Borysów                   | miński     | smolewicki    | 16 643    | 1              |
|      | Klimowicze    | –                         | mohylewski | klimowicki    | 16 346    | 0              |
|      | Szkłów        | Mohylew                   | mohylewski | szkłowski     | 16 310    | 1              |
|      | Fanipol       | Stołpce                   | miński     | dzierżyński   | 15 922    | 1              |
|      | Kościukowicze | Mohylew                   | mohylewski | kościukowicki | 15 855    | 1              |
|      | Nieśwież      | Nieśwież                  | miński     | nieświeski    | 15 557    | 1              |
|      | Zasław        | Mińsk-Zachód              | miński     | zasławski     | 15 419    | 1              |
|      | Łohojsk       | Wilejka                   | miński     | łohojski      | 12 950    | 1              |
|      | Berezyna      | Borysów                   | miński     | berezyński    | 11 698    | 1              |
|      | Kleck         | Nieśwież                  | miński     | klecki        | 11 348    | 1              |
|      | Lubań         | Nieśwież                  | miński     | lubański      | 10 973    | 1              |
|      | Czausy        | Mohylew                   | mohylewski | czauski       | 10 525    | 1              |
|      | Stare Dorohi  | Nieśwież                  | miński     | starodoroski  | 10 468    | 1              |
|      | Mścisław      | Mohylew                   | mohylewski | mścisławski   | 10 370    | 1              |
|      | Wołożyn       | Wołożyn                   | miński     | wołożyński    | 10 276    | 1              |
|      | Uzda          | Stołpce                   | miński     | uzdowski      | 10 090    | 1              |
|      | Czerwień      | Borysów                   | miński     | czerwieński   | 9 656     | 1              |
|      | Kopyl         | Nieśwież                  | miński     | kopylski      | 9 526     | 1              |
|      | Kirowsk       | –                         | mohylewski | kirowski      | 8 767     | 0              |
|      | Krupki        | Borysów                   | miński     | krupkowski    | 8 680     | 1              |
|      | Czeryków      | –                         | mohylewski | czerykowski   | 8 165     | 0              |
|      | Sławograd     | –                         | miński     | sławogradzki  | 7 750     | 0              |
|      | Kliczew       | Bobrujsk                  | mohylewski | kliczewski    | 7 457     | 1              |
|      | Miadzioł      | Miadzioł                  | miński     | miadzielski   | 6 949     | 1              |